# 黄金笔螺
黄金笔螺（学名：Nebularia aurantia），是新腹足目笔螺科圆笔螺属的一种。主要分布于中国大陆、台湾，常栖息在潮下带。